# Chilomastix mesnili
Chilomastix mesnili es un protozoo flagelado perteneciente al orden Retortamonadida que parasita el tracto digestivo de humanos y otros primates. 

## Características generales
- Suele presentar un tamaño inferior a 20 μm.
- Carecen de ciertos orgánulos como son las mitocondrias y el aparato de Golgi.
- Únicamente tiene un hospedador (monoxeno), es cosmopolita y tiene dos formas de vida en su ciclo vital:
  - Trofozoíto: presenta un tamaño en torno a 15 μm de longitud y una morfología piriforme. Posee 4 flagelos, uno de ellos, más corto, asociado al citostoma, zona especializada a través de la cual obtiene el alimento, y los otros 3, en la zona anterior, asociados a una función de motilidad. Tiene un único núcleo que se dispone en la zona anterior, cerca del punto de inserción de los flagelos. El trofozoito es la forma vegetativa que se alimenta y se reproduce.
  - Quiste: presenta un tamaño en torno a 10 μm de longitud y una morfología ovalada. No presenta flagelos ni citostoma, aunque se pueden llegar a apreciar restos de estas estructuras como los axonemas intracitoplasmáticos. Tiene un único núcleo que se dispone más o menos en la zona central. El quiste es la forma vegetativa infectante y de resistencia.
- Alimentación por fagocitosis, a través del citostoma, de partículas del tracto digestivo.
- Reproducción por división binaria longitudinal. No presentan reproducción sexual, solo asexual.

## Ciclo vital e infección
C. mesnilis vive como comensal en el intestino grueso tanto del ser humano como de otros primates. Puesto que presenta un único hospedador, su ciclo vital es directo y tiene lugar a través de los quistes, que son eliminados por las heces y ya presentan capacidad infectiva. Cuando dichos quistes son ingeridos por un nuevo hospedador, los quistes llegan al intestino grueso donde generan trofozoitos que se alimentan y reproducen, dando lugar a nuevos quistes y cerrando así su ciclo vital.

## Patogenicidad
C. mesnilis está considerado como un parásito apatógeno, presenta malestar del cuerpo y cefalea similar a cuando uno va a contraer un resfrío acompañado de un ligero  dolor intestinal y pesadez estomacal al evacuar; algunas veces picazón en el recto, las heces son de tipo sólido, pero discontinua en forma de grumos a excepción de ciertas diarreas debidas a la irritación de la mucosa intestinal cuando aumentan de forma considerable los niveles de parasitación.

## Epidemiología
Se estima que en torno al 5-10 % de la población mundial se encuentra infectada por este parásito.